# Stargard-Kluczewo (gromada)
Stargard-Kluczewo – gromada, czyli najmniejsza jednostka podziału terytorialnego Polskiej Rzeczypospolitej Ludowej w latach 1954–1972.
Gromady, z gromadzkimi radami narodowymi (GRN) jako organami władzy najniższego stopnia na wsi, funkcjonowały od reformy reorganizującej administrację wiejską przeprowadzonej jesienią 1954 do momentu ich zniesienia z dniem 1 stycznia 1973, tym samym wypierając organizację gminną w latach 1954–1972.
Gromadę Stargard-Kluczewo z siedzibą GRN w Stargardzie-Kluczewie (części Stargardu Szczecińskiego, nie wchodzącego w jej skład) utworzono 1 stycznia 1969 w powiecie stargardzkim w woj. szczecińskim z obszarów zniesionych gromad Skalin i Witkowo  w tymże powiecie.
1 stycznia 1972 z gromady Stargard-Kluczewo wyłączono miejscowość Kunowo, włączając ją do gromady Kobylanka w tymże powiecie; tego samego dnia przeniesiono też siedzibę GRN gromady Stargard-Kluczewo z Kluczewa do Stargardu Szczecińskiego.
1 stycznia 1972 z gromady Stargard-Kluczewo wyłączono miejscowość Kunowo, włączając ją do gromady Kobylanka w tymże powiecie; do gromady Stargard-Kluczewo włączono natomiast miejscowości Kiczarowo, Strachocin, Ulikowo, Święte i Tychowo z gromady Stargard Szczeciński tamże; tego samego dnia przeniesiono też siedzibę GRN gromady Stargard-Kluczewo z Kluczewa do Stargardu Szczecińskiego.
Gromada przetrwała do końca 1972 roku, czyli do kolejnej reformy gminnej.